# プールdeブログ
『プールdeブログ』（プールでブログ）は、2014年3月31日（4月1日未明）から9月26日（9月27日未明）までテレビ朝日ほかで放送していたミニ番組である。

## 内容
水着を着た女性がプールサイドで著名人のブログを朗読後に、プールに飛び込むというもの。

## 放送時間
- 月曜日から木曜日までは24:45 - 24:50（JST）。
- 金曜日は24:15 - 24:20（JST）。

月曜日から木曜日の放送時間が異なるのは、2014年4月改編（実際は3月31日から）で24:15 - 24:45に新たな深夜バラエティ番組枠を設置したためである（金曜日は『タモリ倶楽部』があるため設置されていない）。

## 放送リスト
| 1  | 3月31日 | 里田まい                      | 野田彩加   |
| 2  | 4月1日  | 東原亜希                      | 椎名えるな |
| 3  | 4月2日  | 眞鍋かをり                    | 寺田安裕香 |
| 4  | 4月3日  | 鈴木拓                        | くぼたみか |
| 5  | 4月4日  | 小倉優子                      | 清水あいり |
| 6  | 4月7日  | スザンヌ                      | くぼたみか |
| 7  | 4月8日  | 吹石一恵                      | 寺田安裕香 |
| 8  | 4月9日  | 嗣永桃子                      | 清水あいり |
| 9  | 4月10日 | 野波麻帆                      | 椎名えるな |
| 10 | 4月11日 | IMALU                         | 野田彩加   |
| 11 | 4月14日 | ゲッターズ飯田                | 渋谷ゆり   |
| 12 | 4月15日 | ハマカーン神田                | 原アンナ   |
| 13 | 4月16日 | 三代目 J Soul Brothers NAOTO  | 咲丘るい   |
| 14 | 4月17日 | 坂上忍                        | 上條かすみ |
| 15 | 4月18日 | 藤本美貴                      | さや       |
| 16 | 4月21日 | hitomi                        | 咲丘るい   |
| 17 | 4月22日 | 東京03角田                    | さや       |
| 18 | 4月23日 | よゐこ有野                    | 上條かすみ |
| 19 | 4月24日 | 水沢アリー                    | 渋谷ゆり   |
| 20 | 4月25日 | 武井壮                        | 原アンナ   |
| 21 | 4月28日 | 敦士                          | 菜乃花     |
| 22 | 4月29日 | 壇蜜                          | 愛菜       |
| 23 | 4月30日 | 庄司智春                      | 横山あみ   |
| 24 | 5月1日  | 丸高愛実                      | 矢野清香   |
| 25 | 5月2日  | 益若つばさ                    | 青山めぐ   |
| 26 | 5月5日  | おかもとまり                  | 横山あみ   |
| 27 | 5月6日  | 古坂大魔王                    | 矢野清香   |
| 28 | 5月7日  | 小倉優子                      | 青山めぐ   |
| 29 | 5月8日  | ほっこり りんごトリンドル玲奈 | 菜乃花     |
| 30 | 5月9日  | 眞鍋かをり                    | 愛菜       |
| 31 | 5月12日 | LiLiCo                        | 川上愛     |
| 32 | 5月13日 | 釈由美子                      | 井上早紀   |
| 33 | 5月14日 | ますだおかだ増田              | 椎名えるな |
| 34 | 5月15日 | 木佐彩子                      | 垣花理乃   |
| 35 | 5月16日 | サンドウィッチマン富澤        | 小間千代   |

## スタッフ
- テーマ曲：Breaststroke
- 提供：Ameba
- 制作：テレビ朝日、JCTV

## ネット局と放送時間
| 放送対象地域 | 放送局       | 放送時間                                     | 開始日        | 備考       |
| ------------ | ------------ | -------------------------------------------- | ------------- | ---------- |
| 関東広域圏   | テレビ朝日   | 月曜 - 木曜 24:45 - 24:50 金曜 24:15 - 24:20 | 2014年3月31日 | 制作局     |
| 山形県       | 山形テレビ   | 月曜 - 木曜 24:45 - 24:50 金曜 24:15 - 24:20 | 2014年3月31日 | 同時ネット |
| 大分県       | 大分朝日放送 | 月曜 - 木曜 25:50 - 25:55                    | 2014年4月14日 | 遅れネット |
| 秋田県       | 秋田朝日放送 | 金曜 24:15 - 24:20                           | 2014年8月1日  | 遅れネット |